# Гард, Тоби
Тоби Гард (англ. Toby Gard; род. 1972) — английский дизайнер компьютерных персонажей, консультант, создатель персонажа английского археолога
Лары Крофт. Лара Крофт была названа Книгой рекордов Гиннесса как «самая успешная героиня компьютерных игр».

## История серииTomb Raider
Первоначально, работая на Core Design, он разработал компьютерную игру Tomb Raider и персонажа Лару Крофт в 1995 году. Его работы над игрой включали: создание и анимация большинства персонажей игры (включая Лару), анимация в игре катсцен, раскадровка FMV и управление дизайнерами уровней. Core Design дал Гарду творческий контроль над игрой, хотя было ясно, что им хотелось, чтобы рынок сексапильности Лары расширился, даже не спрашивая Гарда осуществлить код обнажения в игре, который он отказался сделать. Его видение Лары: «женский персонаж, героиня, вы знаете, прохладная, собранная в управлении, что-то подобное» и что «у него никогда не было намерения создать какую-то девушку-звезду Tomb Raider».
Гард покинул Core Design в 1997 году. Tomb Raider уже стала хитом. Core Design уже не даёт Гарду творческой свободы. В конце концов он получил выбор сделать портированную версию Tomb Raider для Nintendo 64, или работать для Tomb Raider II. Но это не было обжаловано, и поэтому он покинул компанию.
В конце 1997 года он основал компанию Confounding Factor наряду с соразработчиком Полом Дугласом, который работал с Гардом над Tomb Raider. Компьютерная игра Galleon была объявлена вскоре после этого, и была выпущена почти 7 лет спустя на консоли Xbox корпорации Microsoft в 2004 году.
После Galleon, Гард был нанят компанией Eidos (издатель и правообладатель серии Tomb Raider) для работы с Crystal Dynamics на перезагрузку франшизы Tomb Raider, начиная с Tomb Raider: Legend. Хотя первоначально нанят в качестве творческого консультанта, его работа стала «желающий принять участие» в процессе производства, и в конечном итоге включены визуальный редизайн Лары, а также надзор над проектированием характера и создание, совместное написание истории, разработка и внедрение элементов системы движения и руководство по созданию игрового видео.
Следующая игра в серии, Tomb Raider: Anniversary, стала ремейком оригинального Tomb Raider. Это игра была совместно разработана компаниями Crystal Dynamics и Buzz Monkey Software. Работа Гарда над Anniversary была ограничена консультантом по истории, а также добавлением своего голоса к аудиокомментариям, включенными в игру.
В Tomb Raider: Underworld, работы Гарда включали: соавтор истории, руководство по внутриигровым роликам, руководство над озвучиванием, руководство захвата движения (наряду с установкой камеры и управление аниматоров и осветителей), а также руководство рекламой Европейского телевидения для игры. Гард и Эрик Линдстром получили номинации за «Лучший сценарий в видеоигре» на WGA за их работу по Underworld.
В январе 2009 года Тоби Гард показал, что он руководит группой по необъявленным проектам. Однако, он покинул проектную группу, и в настоящее время работает в качестве консультанта по компьютерным играм Focal Point Games LLC.

## Игры
- BC Racers (1995)
- Tomb Raider (1996)
- Galleon (2004)
- Tomb Raider: Legend (2006)
- Tomb Raider: Anniversary (2007)
- Tomb Raider: Underworld (2008)